# Kolwezi flygplats
Kolwezi flygplats är en statlig flygplats i staden Kolwezi i Kongo-Kinshasa. Den ligger i provinsen Lualaba, i den södra delen av landet, 1 300 km sydost om huvudstaden Kinshasa. Kolwezi Airport ligger 1 526 meter över havet. IATA-koden är KWZ och ICAO-koden FZQM. Kolwezi flygplats hade 2 438 starter och landningar (varav 1 796 inrikes) med totalt 24 086 passagerare (varav 16 347 inrikes), 5 ton inkommande frakt (all inrikes) och ingen utgående frakt 2015.